# Maserati 4CL
Maserati 4CL je Maseratijev dirkalnik Formule 1, ki je bil v Formuli 1 v uporabi med sezonama 1950 in 1951, na dirkah za Veliko nagrado pa vse od sezone 1939. Z njim so dirkali Johnnie Wakefield, Luigi Villoresi, Toulo de Graffenried, Reg Parnell, B. Bira, Pierre Levegh, Louis Chiron, Giuseppe Farina, Juan Manuel Fangio, Maurice Trintignant, Tazio Nuvolari in Raymond Sommer.
Luigi Villoresi je na debiju dirkalnika 4CL na dirki za Veliko nagrado Tripolija v sezoni 1939 dosegel najboljši štartni položaj, toda na dirki je že kmalu odstopil zaradi okvare motorja. Po začetnih težavah je prvo zmago dirkalnika dosegel privatnik Johnnie Wakefield na dirki tipa voiturette za Veliko nagrado Neaplja, v sezoni pa je dosegel še dve zmagi, uradno moštvo pa je do začetka druge svetovne vojne tudi doseglo še dve zmagi. Villoresi je zmagal tudi na dirki Targa Florio 1940, toda v močno okrnjeni konkurenci.
Po koncu vojne je Luigi Villoresi sezono 1946 začel z zmago na dirki za Veliko nagrado Nice. Zmage sta dosegla tudi Tazio Nuvolari na dirki za Veliko nagrado Albija in Giorgio Pelassa na dirki za Veliko nagrado Penya Rhina, toda daleč najbolj je uspel dirkalnik Maserati 4CL izkoristiti Raymond Sommer, ki je bil s petimi zmagami najuspešnejši dirkač sezone, zmagal je tudi na eni od treh dirk najvišjega ranga Grandes Épreuves René le Bègue Cup. Še uspešnejša pa je bila sezona 1947, ko so dirkači Maseratija dosegli kar deset zmag, največ Luigi Villoresi kar šest.
Po ukinitvi proizvodnje dirkalnika 4CL, ki ga je nadomestila nova različica Maserati 4CLT, je veliko dirkalnikov končalo v rokah privatnikov, ki so ga uporabljali vse do začetka Svetovnega prvenstva Formula 1 v sezonah 1950 in 1951.